# Bugula turbinata
Bugula turbinata är en mossdjursart som beskrevs av Joshua Alder 1857. Bugula turbinata ingår i släktet Bugula och familjen Bugulidae. Inga underarter finns listade i Catalogue of Life.